# Strachów (powiat wrocławski)
Strachów (niem. Strachau) – wieś położona w województwie dolnośląskim, w powiecie wrocławskim, w gminie Sobótka.
W latach 1975–1998 miejscowość należała administracyjnie do województwa wrocławskiego.

## Demografia
Ludność Strachowa na przestrzeni ostatnich 2 wieków:
- rok 1866 - 101 mieszkańców, w tym 84 ewangelików
- rok 1887 - 158 mieszkańców, w tym 113 ewangelików
- rok 1938 - 169 mieszkańców, w tym 117 ewangelików
- rok 2011 - 73 mieszkańców[1]

## Dawna nazwa
W okresie hitlerowskiego reżimu w latach 1937–1945 miejscowość nosiła nazwę Silingau.